# Sean Crooks
Sean Crooks (* 8. Juli 1983 in Thunder Bay) ist ein ehemaliger kanadischer Skilangläufer.
Crooks’ Heimatort Thunder Bay liegt inmitten eines Skigebiets, in dem unter anderem die Nordische Skiweltmeisterschaft 1995 ausgetragen wurde. Daher hatte Crooks bereits früh Kontakt zum Skisport, den er zunächst als Nordischer Kombinierer ausübte. In dieser Disziplin nahm er im Alter von 13 Jahren erstmals an einem internationalen Großereignis teil, der Junioren-WM in Canmore. Nachdem Big Thunder, die Skisprungschanze von Thunder Bay, geschlossen wurde, wechselte Crooks 1998 die Sportart und wurde Skilangläufer. Schnell gelangen ihm auf nationaler Ebene Erfolge im Juniorenbereich; auch bei den Erwachsenen erreichte er bei den Kanadischen Meisterschaften mehrere Top-Ten-Platzierungen. Crooks’ größter Erfolg als Junior war der elfte Rang im Sprint bei der Junioren-WM 2003 im schwedischen Sollefteå, wo er unter anderem den späteren Weltcupsieger Martin Johnsrud Sundby hinter sich ließ.
Im Dezember 2005 debütierte Crooks im Skilanglauf-Weltcup: Beim Sprint in Vernon war er Teil der Nationalen Gruppe (Athleten aus dem Veranstalterland, die eine Art Wildcard erhalten) und platzierte sich als bester Kanadier auf dem 25. Rang. Damit erhielt er gleich bei seinem ersten Weltcuprennen die ersten Punkte, die an die besten 30 vergeben werden. Bei weiteren Einsätzen in dieser Saison knüpfte Crooks nicht an dieses Ergebnis an, dennoch wurde er als einer von vier Sprintern für die Olympischen Winterspiele 2006 nominiert. Kurz vor den Spielen wurde bei ihm bei einer Trainingskontrolle ein erhöhter Hämoglobinwert festgestellt und er erhielt eine fünftägige Schutzsperre. In Turin  schied er in der Qualifikation knapp als 32. aus und verpasste somit die Viertelfinals. In der Saison 2006/07 startete der Kanadier bei der Erstauflage der Tour de Ski. Dort erreichte er mit einem 16. Rang beim Auftaktsprint in München das bis dahin beste Weltcupergebnis seiner Karriere. In den folgenden Wintern erhielt Crooks zwar weitere Weltcupeinsätze und etablierte sich im kanadischen Sprint-Nationalteam, jedoch gelang ihm nie der Durchbruch in die internationale Spitze. Sein bestes Ergebnis im Weltcup erzielte er als 15. im Januar 2009 in Whistler bei der „Generalprobe“ für die ein Jahr später dort stattfindenden Olympischen Winterspiele.
Im Dezember 2009 standen die Canadian Olympic Trials an, die nationalen Ausscheidungsrennen um die Startplätze bei den Olympischen Winterspielen. Crooks hatte zuvor in der Saison kein Weltcuprennen bestritten, um sich auf sein Ziel, bei Olympia eine vordere Platzierung einzufahren, zu konzentrieren. Bei den Trials stürzte er jedoch in beiden Sprintrennen – einmal in der Qualifikation, einmal im Finale –, sodass er nicht für die Olympischen Spiele nominiert wurde. Im weiteren Saisonverlauf absolvierte der Kanadier einige Weltcuprennen, bei denen er mehrmals die Punkteränge erreichte. Mitte April 2010 verkündete er sein Karriereende; seit vier Jahren habe er sich vorgenommen, 2010 seine Laufbahn abzuschließen. In einem Blogeintrag auf seiner Website erklärte er:

“Four years ago, I believed that I could be one of the World’s fastest sprinters. I was cracking the top 20 in numerous World Cups and saw medals in my sights. Over the next four seasons, I would have identical results each year. There was no major improvement and I was getting older. I now know that I will never be the fastest man on the World Cup, and that is fine. […]”

„Vor vier Jahren glaubte ich, dass ich einer der schnellsten Sprinter der Welt sein könnte. Ich kam in zahlreichen Weltcuprennen unter die besten 20 und sah Medaillen in Reichweite. In den nächsten vier Saisons hatte ich jedes Jahr die gleichen Ergebnisse. Es gab keine größere Verbesserung und ich wurde älter. Jetzt weiß ich, dass ich nie der schnellste Mann im Weltcup sein werde und das ist gut so. […]“

Nach seiner Karriere studiert Crooks Medizin an der University of Calgary.